# Sanjuaneras de la Capital 2021
Questa voce raccoglie le informazioni riguardanti le Sanjuaneras de la Capital nella stagione 2021.

## Stagione
Le Sanjuaneras de la Capital partecipano per la prima volta alla Liga de Voleibol Superior Femenino, grazie all'acquisto del titolo delle Llaneras de Toa Baja.
Concludono la stagione regolare in terza posizione, accedendo ai play-off scudetto: superati i quarti di finale come seconde classificate del Girone A, alle spalle delle Criollas de Caguas e davanti alle Leonas de Ponce, eliminate, in semifinale affrontano le Changas de Naranjito, che eliminano con un perentorio 4-0 nella serie.
Raggiungono quindi le finali scudetto, dove avrebbero dovuto affrontare le Criollas de Caguas; tuttavia, a causa di un contenzioso con la LVSF e la FPV, dovuto all'impossibilità di sostituire la statunitense Destinee Hooker nonostante la gravidanza ad alto rischio dell'atleta, non si presentano in campo per il primo incontro della serie finale, con conseguente vittoria a tavolino per le avversarie, che vengono poi dichiarate vincitrici dell'intera serie e quindi campionesse di Porto Rico.

## Organigramma societario
Area direttiva
- Presidente: Marcos Martínez

Area tecnica
- Allenatore: José Mieles

## Rosa
| N° | Nome                  | Ruolo | Data di nascita   | Nazionalità sportiva |
| -- | --------------------- | ----- | ----------------- | -------------------- |
| 1  | Natalia Valentín      | P     | 12 settembre 1989 | Porto Rico           |
| 2  | Debora Seilhamer      | L     | 10 aprile 1985    | Porto Rico           |
| 3  | Shirley Florián       | C     | 27 luglio 1991    | Porto Rico           |
| 4  | Isabel Quintana       | S     | -                 | Porto Rico           |
| 6  | Kathia Sánchez        | P     | 29 novembre 1995  | Porto Rico           |
| 7  | Génesis Collazo       | S     | 4 ottobre 1992    | Porto Rico           |
| 8  | Gabriela Colón        | C     | 29 luglio 1995    | Porto Rico           |
| 9  | Dulce Téllez          | C     | 12 settembre 1983 | Porto Rico           |
| 11 | Nanishka Pérez        | S     | 12 marzo 1997     | Porto Rico           |
| 12 | Adriana Viñas         | L     | 1º marzo 1994     | Porto Rico           |
| 13 | Kanisha Jiménez       | S     | 28 novembre 1995  | Porto Rico           |
| 14 | Neira Ortiz           | C     | 6 luglio 1993     | Porto Rico           |
| 17 | Giovanna Milana       | S     | 13 giugno 1998    | Stati Uniti          |
| 18 | Nerealice Quirindongo | S     | -                 | Porto Rico           |
| 19 | Destinee Hooker       | O     | 7 settembre 1987  | Stati Uniti          |

## Mercato
| Acquisti | Acquisti              | Acquisti                  | Acquisti   |
| R.       | Nome                  | da                        | Modalità   |
| -------- | --------------------- | ------------------------- | ---------- |
| P        | Natalia Valentín      | Bergamo                   | definitivo |
| L        | Debora Seilhamer      | Llaneras de Toa Baja      | definitivo |
| C        | Shirley Florián       | Llaneras de Toa Baja      | definitivo |
| S        | Isabel Quintana       | Changas de Naranjito      | definitivo |
| P        | Kathia Sánchez        | Llaneras de Toa Baja      | definitivo |
| S        | Génesis Collazo       | Llaneras de Toa Baja      | definitivo |
| C        | Gabriela Colón        | Indias de Mayagüez        | definitivo |
| C        | Dulce Téllez          | Llaneras de Toa Baja      | definitivo |
| S        | Nanishka Pérez        | -                         | definitivo |
| L        | Adriana Viñas         | Amazonas de Trujillo Alto | definitivo |
| S        | Kanisha Jiménez       | Llaneras de Toa Baja      | definitivo |
| C        | Neira Ortiz           | Nyíregyháza               | definitivo |
| S        | Giovanna Milana       | Venelles                  | definitivo |
| S        | Nerealice Quirindongo | Edward Waters             | definitivo |
| O        | Destinee Hooker       | Tianjin                   | definitivo |

| Cessioni | Cessioni | Cessioni | Cessioni |
| R. | Nome     | a        | Modalità |
| --- | -------- | -------- | -------- |
| Non sono avvenuti movimenti di mercato in uscita perché la società è stata fondata pochi mesi prima dell'inizio della stagione |          |          |          |

## Risultati

### LVSF

#### Regular season
| 15 giugno 2021 Coliseo Gelito Ortega, Naranjito         | Changas de Naranjito      | 3 - 1 | Sanjuaneras de la Capital | 25-23, 25-21, 19-25, 25-22        |
| 17 giugno 2021 Coliseo Carmen Zoraida Figueroa, Corozal | Pinkin de Corozal         | 3 - 2 | Sanjuaneras de la Capital | 25-23, 25-18, 23-25, 15-25, 16-14 |
| 19 giugno 2021 Coliseo Emilio E. Huyke, Humacao         | Grises de Humacao         | 1 - 3 | Sanjuaneras de la Capital | 20-25, 30-28, 23-25, 15-25        |
| 20 giugno 2021 Coliseo Rafael Amalbert, Juncos          | Valencianas de Juncos     | 2 - 3 | Sanjuaneras de la Capital | 25-23, 22-25, 25-27, 26-24, 14-16 |
| 26 giugno 2021 Coliseo Salvador Dijols, Ponce           | Leonas de Ponce           | 1 - 3 | Sanjuaneras de la Capital | 25-22, 17-25, 20-25, 16-25        |
| 4 luglio 2021 Coliseo Roberto Clemente, San Juan        | Sanjuaneras de la Capital | 3 - 0 | Valencianas de Juncos     | 25-20, 25-22, 25-15               |
| 7 luglio 2021 Coliseo Roberto Clemente, San Juan        | Sanjuaneras de la Capital | 3 - 0 | Pinkin de Corozal         | 25-19, 25-23, 25-14               |
| 12 luglio 2021 Coliseo Roberto Clemente, San Juan       | Sanjuaneras de la Capital | 0 - 3 | Criollas de Caguas        | 16-25, 23-25, 17-25               |
| 14 luglio 2021 Coliseo Roberto Clemente, San Juan       | Sanjuaneras de la Capital | 3 - 0 | Grises de Humacao         | 25-15, 25-10, 25-22               |
| 16 luglio 2021 Coliseo Roberto Clemente, San Juan       | Sanjuaneras de la Capital | 3 - 0 | Leonas de Ponce           | 25-13, 25-22, 25-18               |
| 21 luglio 2021 Coliseo Roberto Clemente, San Juan       | Sanjuaneras de la Capital | 2 - 3 | Changas de Naranjito      | 25-18, 25-19, 21-25, 17-25, 13-15 |
| 23 luglio 2021 Coliseo Roger L. Mendoza, Caguas         | Criollas de Caguas        | 3 - 1 | Sanjuaneras de la Capital | 25-20, 20-25, 25-20, 25-18        |

#### Play-off
| Quarti di finale (gara 1) - 27 luglio 2021 Coliseo Roberto Clemente, San Juan | Sanjuaneras de la Capital | 3 - 1 | Leonas de Ponce           | 25-21, 25-20, 21-25, 27-25        |
| Quarti di finale (gara 2) - 28 luglio 2021 Coliseo Roger L. Mendoza, Caguas   | Criollas de Caguas        | 3 - 0 | Sanjuaneras de la Capital | 25-17, 25-16, 25-13               |
| Quarti di finale (gara 4) - 30 luglio 2021 Coliseo Salvador Dijols, Ponce     | Leonas de Ponce           | 2 - 3 | Sanjuaneras de la Capital | 22-25, 25-22, 25-17, 22-25, 12-15 |
| Quarti di finale (gara 5) - 1º agosto 2021 Coliseo Roberto Clemente, San Juan | Sanjuaneras de la Capital | 2 - 3 | Criollas de Caguas        | 25-23, 23-25, 25-20, 23-25, 7-15  |
| Semifinali (gara 1) - 5 agosto 2021 Coliseo Gelito Ortega, Naranjito          | Changas de Naranjito      | 1 - 3 | Sanjuaneras de la Capital | 25-22, 21-25, 22-25, 23-25        |
| Semifinali (gara 2) - 7 agosto 2021 Coliseo Roberto Clemente, San Juan        | Sanjuaneras de la Capital | 3 - 1 | Changas de Naranjito      | 25-13, 10-25, 25-15, 25-18        |
| Semifinali (gara 3) - 8 agosto 2021 Coliseo Gelito Ortega, Naranjito          | Changas de Naranjito      | 2 - 3 | Sanjuaneras de la Capital | 25-12, 25-17, 22-25, 21-25, 13-15 |
| Semifinali (gara 4) - 10 agosto 2021 Coliseo Roberto Clemente, San Juan       | Sanjuaneras de la Capital | 3 - 1 | Changas de Naranjito      | 17-25, 25-12, 25-14, 25-21        |
| Finale (gara 1) - 4 settembre 2021 Coliseo Roger L. Mendoza, Caguas           | Criollas de Caguas        | 3 - 0 | Sanjuaneras de la Capital | 25-0, 25-0, 25-0                  |

## Statistiche

### Statistiche di squadra
| Competizione | Punti | In casa | In casa | In casa | In trasferta | In trasferta | In trasferta | Totale | Totale | Totale |
| Competizione | Punti | G       | V       | P       | G            | V            | P            | G      | V      | P      |
| ------------ | ----- | ------- | ------- | ------- | ------------ | ------------ | ------------ | ------ | ------ | ------ |
| LVSF         | 22    | 10      | 7       | 3       | 11           | 6            | 5            | 21     | 13     | 8      |
| Totale       | -     | 10      | 7       | 3       | 11           | 6            | 5            | 21     | 13     | 8      |

G = partite giocate; V = partite vinte; P = partite perse